# ヨコチク
ヨコチク（Yokochiku）は1912年から2003年まで、横浜市中区伊勢佐木町にあった横浜最古のレコード店。
1912年に「伊奈蓄音機店」として創業し、その後「横浜蓄音機店」を略した現社名に変更。敗戦後の進駐軍兵士もよく利用し、また、幼少期の美空ひばりも、よくこの店でレコードを購入した。
五木ひろしの「よこはま・たそがれ」、青江三奈の「伊勢佐木町ブルース」なども、店頭で披露されヒットした。
2003年1月20日にレコード店としては廃業。会社自体はコンサート会場での即売事業が主となっている。